# Otto Engelhardt-Kyffhäuser
Otto Engelhardt-Kyffhäuser (* 5. Januar 1884 in Artern als Otto Engelhardt; † 7. Juni 1965 in Göttingen) war ein deutscher Maler und Kunsterzieher, der seinen Karrierehöhepunkt in der Zeit des Nationalsozialismus hatte.

## Leben
Der aus der preußischen Provinz Sachsen stammende Otto Engelhardt – seinen späteren Beinamen nahm er in Bezug auf seinen Geburtsort nahe am Kyffhäuser auf Anregung des Malers Max Liebermann 1910 an – durchlief seine Ausbildung an den Kunstakademien in Kassel von 1901 bis 1907, ferner in Berlin und Weimar, wo er Mitglied im Radierverein zu Weimar war. 1914 wurden seine Arbeiten im Kunstverein Darmstadt ausgestellt.

### Erster Weltkrieg und Weimarer Republik
Im Ersten Weltkrieg war er Oberfeldjäger im Reserve-Jägerbataillon 4 und Kriegsmaler bei der kämpfenden Truppe. Seine Kriegserlebnisse und zahlreiche während des Ersten Weltkriegs entstandene Bilder veröffentlichte Engelhardt-Kyffhäuser 1935 im Buch Vorn – Dokumente deutscher Frontkameradschaft in Skizzen, Studien, Bild und Wort. Von 1919 bis 1939 war er in Görlitz tätig, wurde Lehrer für Kunsterziehung an der dortigen Luisenschule (heute Joliot-Curie-Gymnasium) und trat mit zahlreichen Federzeichnungen, Radierungen und Gemälden an die Öffentlichkeit. 1928 wurden in der Aula der Görlitzer Luisenschule mehrere von ihm gestaltete Wandbilder feierlich enthüllt. 1930 war er Mitbegründer des Rotary Clubs Görlitz. Er war 1920 Mitbegründer des Lausitzer Künstlerbunds.

### Zeit des NS-Regimes
Engelhardt-Kyffhäuser trat zum 30. November 1933 der SA und zum 1. Mai 1937 der NSDAP bei (Mitgliedsnummer 4.076.594). Er bediente die nationalsozialistischen Propagandabedürfnisse, zeichnete zahlreiche Kriegsbilder und porträtierte mehrere nationalsozialistische Persönlichkeiten. 1940 begleitete er auf Wunsch Himmlers einen Treck von Volksdeutschen, die aus Galizien und Wolhynien  in den Warthegau umgesiedelt wurden. Um hier Ansiedlungsplatz zu schaffen, waren zuvor 120.000 Polen deportiert worden. Engelhardt-Kyffhäuser dokumentierte die Fahrt durch zahlreiche Skizzen und Zeichnungen, welche am 30. März 1940 in Berlin ausgestellt und im gleichen Jahr als Buch veröffentlicht wurden. Er gab Das Buch vom großen Treck zusammen mit Alfred Karasek, dem Gebietsbevollmächtigten im Umsiedlungsstab, und Heinrich Kurtz vom Krakauer Amt des Generalgouverneurs heraus. Ein Geleitwort steuerte der SS-Obergruppenführer Werner Lorenz bei. Die Bilder dienten als Vorlage für den NS-Propagandafilm Heimkehr von Gustav Ucicky, dessen Entstehung Engelhardt-Kyffhäuser zudem dokumentierte. Der Film inspirierte ihn wiederum zu weiteren Bildern.
1941 entwarf er die Motive für die Sonder-Briefmarkenserien „1. Jahrestag der Errichtung des Generalgouvernements“ und die „Winterhilfe“. Engelhardt-Kyffhäuser stand 1944 in der Gottbegnadeten-Liste des Reichsministeriums für Volksaufklärung und Propaganda.

#### Ausstellungen
Mit seinen Werken beteiligte Engelhardt-Kyffhäuser sich bis 1944 an mehreren Propaganda-Kunstausstellungen, z. B.
- 1937 Ausstellung im Oldenburger Kunstverein, Frontbilder des I. Weltkrieges
- der unter Hermann Lorey konzipierten Sonderausstellung 6, 1936, im Zeughaus (Berlin): Schicksale einer Fronttruppe. Das Preußische Reserve-Jäger-Bataillon Nr. 4 in Bildern und Skizzen des Oberjägers Otto Engelhardt-Kyffhäuser
- der Großen Deutschen Kunstausstellung 1938, 1939, 1940, 1941, 1942, 1943, 1944 im Haus der Deutschen Kunst in München[6]
- Ausstellung Rückführung der Deutschen aus Galizien vom 2. bis 12. Februar 1940 in der Krakauer Kunsthalle (es war die erste Ausstellung eines deutschen Künstlers im besetzten Polen und die erste Ausstellung über die Umsiedlungsaktion)
- Eine eigene Ausstellung seiner Bilder wurde unter dem Titel Der große Treck 1940 im Ständehaus Görlitz eröffnet
- 1941 folgte die Ausstellung Mit Mann und Roß und Wagen … in der Görlitzer Luisenschule
- 1941 Ausstellung Flandern und die Niederlande: Menschen und Landschaft, Saarbrücken, veranstaltet vom VDA-Gauverband Westmark und dem Saarpfälzischen Verein für Kunst und Kunsthandwerk
- In der Ausstellung Maler an der Front (Berlin, 2. bis 27. April 1941) zeigte er das Bild Englische Trümmer am Strand von Dünkirchen, in der Ausstellung Deutsche Künstler und die SS 1944  in Breslau das Bild Vor dem Aufbruch und in Salzburg die Bilder Treck rollt über die Brücke bei Przemysl und Ein Panzerjäger der SS-Pol.-Div.
- 1942 beteiligte er sich mit dem Bild Vater und Sohn an der Kunstausstellung der SA in Dresden.

Ferner war er 1944 in der Ausstellung Deutsche Künstler und die SS in Breslau vertreten.

### Nachkriegszeit 1945–1965
Gegen Ende des Zweiten Weltkriegs verließ Otto Engelhardt-Kyffhäuser Görlitz in Richtung Westdeutschland und fand in Göttingen eine neue Heimat. Hier war er künstlerisch vor allem noch als Portraitzeichner tätig. Aber auch bei Auslandsaufenthalten in Italien, den Niederlanden, Belgien, Frankreich, England und Ägypten malte er Landschaften, diverse Objekte und Porträts. Engelhardt-Kyffhäuser verstarb am 7. Juni 1965 in Göttingen.
Ausstellungen seiner Werke waren u. a. 1965 in Pforzheim (Schloß Bauschlott), 1974 in Göttingen (Wohnstift Göttingen), 1976 in Osnabrück (Kulturgeschichtliches Museum) und 1984 anlässlich seines 100. Geburtstages im Städtischen Museum Göttingen.
Werke von Engelhardt-Kyffhäuser sind heute in Museen in Görlitz und Bautzen zu sehen. Im Rathaus Artern befindet sich ein Wandgemälde von ihm.
Engelhardt-Kyffhäuser war in zweiter Ehe mit Dorothea (geb. Weise) verheiratet. Aus einer vorherigen Ehe hatte Otto drei Kinder.
Eine Straße in seinem Geburtsort Artern wurde nach ihm und seinem Bruder, dem Maler Ewald Ludwig Engelhardt (1879–1976), Gebrüder-Engelhardt-Straße benannt.

## Werke (chronologische Auswahl)
- Weiblicher Akt, Öl
- Ratsarchivar Richard Jecht
- Ypern durch das Scherenfernrohr von der Hooghe-Stellung, 4. Mai 1917, Öl auf Pappe
- Paestum, 1928, Öl auf Leinwand
- Markt und Dom von Capri, 1934, Aquarell
- Schneeschmelze in Groß Iser, 1937, Öl
- Frontwege (Öl; 1939 auf der Großen Deutschen Kunstausstellung von Hitler erworben)[7]
- Der Ruf des Führers (Triptychon, Öl; 1940 auf der Großen Deutschen Kunstausstellung)[8]
- Nach der Flucht der Engländer (Öl, 134 × 148 cm; 1941 auf der Großen Deutschen Kunstausstellung)[9]
- Heimkehr aus Wolhynien (Öl; 1941 auf der Großen Deutschen Kunstausstellung von Fritz Todt für 5000 RM erworben)[10]
- Einmarsch in Riga (Öl; 1943 auf der Großen Deutschen Kunstausstellung in München von Heinrich Himmler für 5000 RM erworben)[11]
- Sturm auf Bapaume (Öl, 148 × 120 cm; 1944 auf der Große Deutschen Kunstausstellung in München)[12]

- Alte Treckbäuerin, Porträtskizze, 1940, Öl
- Seifenwasser bei Hain/Riesengebirge, 1942, Öl auf Leinwand
- Verschneiter Weg bei Reit im Winkel, 1948, Öl auf Leinwand
- Zechen im Ruhrgebiet, 1951, Monotypie
- Holländischer Fischer, 1953, Monotypie
- Wasserspeier von Notre-Dame, 1953, Kreidezeichnung
- Nubier bei Assuan, 1955, Monotypie
- Kairo, Moschee, 1955, Druckgraphik-Monotypie (Privatbesitz)
- Mein nubischer Steuermann auf dem Stausee, 1955, Monotypie (Privatbesitz)

## Schriften
- (Abend). Brücke und Flußufer. Spaziergänger im Mondschein. Selbstverlag des Radiervereins, Weimar 1907.
- Bilder aus der Champagne und von der Aisne. Zweite Folge. Mit photogr. Abb. und Illustrationen v. O. Engelhardt-Kyffhäuser. Herausgegeben v. d. Champagne-Kriegszeitung, VIII Reserve-Korps. Du Mont Schauberg, Köln 1916.
- Vorn – Dokumente deutscher Frontkameradschaft in Skizzen, Studien, Bild und Wort. Kunstverlag C.A. Starke, Görlitz-Biesnitz 1935.
- Das Buch vom großen Treck, 1940 (Beitrag „Aus meinem Tagebuch“, S. 30–48).
- Up Weddersehen! Malerfahrt durch Flandern und die Niederlande, Grenze und Ausland, Berlin 1942.
- Der große Treck. Heimkehr der Volksdeutschen aus den Baltenländern und Rußland. In: Leipziger Illustrirte, Nr. 49–50, 30. Mai 1940, S. 385–387.
- Otto Engelhardt Kyffhäuser besuchte Umsiedler im Warthegau. In: Wartheland, Zeitschrift für Aufbau und Kultur im Osten. 1. Jg. Heft 7, August 1941, S. 31.